# Sankt Gallen Bears 2015
Questa voce raccoglie le informazioni riguardanti i Sankt Gallen Bears nelle competizioni ufficiali della stagione 2015.

## Lega C 2015

### Stagione regolare
| San Gallo 6 aprile 2015, ore 14:00 CEST 2ª giornata | Sankt Gallen Bears | 7 – 9 | Argovia Pirates | Gründenmoos |

| San Gallo 12 aprile 2015, ore 14:00 CEST 3ª giornata | Sankt Gallen Bears | 21 – 27 | Fribourg Cardinals | Gründenmoos |

| Buchs 18 aprile 2015, ore 18:00 CEST 4ª giornata | Argovia Pirates | 16 – 8 | Sankt Gallen Bears | Sportanlage Suhrenmatte |

| Sciaffusa 25 aprile 2015, ore 16:00 CEST 5ª giornata | Schaffhausen Sharks | 32 – 13 | Sankt Gallen Bears |  |

| San Gallo 3 maggio 2015, ore 14:00 CEST 6ª giornata | Sankt Gallen Bears | 12 – 8 | Neuchâtel Knights | Gründenmoos |

| Neuchâtel 17 maggio 2015, ore 14:00 CEST 8ª giornata | Neuchâtel Knights | 25 – 6 | Sankt Gallen Bears | Terrain du Chanet |

| San Gallo 31 maggio 2015, ore 14:00 CEST 10ª giornata | Sankt Gallen Bears | 14 – 20 | La Côte Centurions | Gründenmoos |

| Gland 7 giugno 2015, ore 14:00 CEST 11ª giornata | La Côte Centurions | 30 – 7 | Sankt Gallen Bears | Terrain des Perrerets |

| Friburgo 14 giugno 2015, ore 14:00 CEST 12ª giornata | Fribourg Cardinals | 13 – 9 | Sankt Gallen Bears | Stade du Guintzet |

| San Gallo 28 giugno 2015, ore 14:00 CEST 14ª giornata | Sankt Gallen Bears | 14 – 10 | Schaffhausen Sharks | Gründenmoos |

## Statistiche di squadra
| Competizione      | %Vittorie | In casa | In casa | In casa | In casa | In casa | In casa | In trasferta | In trasferta | In trasferta | In trasferta | In trasferta | In trasferta | Totale | Totale | Totale | Totale | Totale | Totale |
| Competizione      | %Vittorie | G       | V       | N       | P       | Pf      | Ps      | G            | V            | N            | P            | Pf           | Ps           | G      | V      | N      | P      | Pf     | Ps     |
| ----------------- | --------- | ------- | ------- | ------- | ------- | ------- | ------- | ------------ | ------------ | ------------ | ------------ | ------------ | ------------ | ------ | ------ | ------ | ------ | ------ | ------ |
| Stagione regolare | .200      | 5       | 2       | 0       | 3       | 68      | 74      | 5            | 0            | 0            | 5            | 43           | 116          | 10     | 2      | 0      | 8      | 111    | 190    |
| Totale            | .200      | 5       | 2       | 0       | 3       | 68      | 74      | 5            | 0            | 0            | 5            | 43           | 116          | 10     | 2      | 0      | 8      | 111    | 190    |